# Докторова Жанна Павлівна
Жанна Павлівна Докторова (нар. 12 січня 1967) — керівник Головного державно-правового управління Адміністрації Президента України (з червня 2010). Державний службовець 1-го рангу (2007). Заслужений юрист України (2003).

## Життєпис
Народилась 12 січня 1967 року у Києві. Закінчила Київський університет імені Тараса Шевченка у 1992 році.
- листопад 1984 — серпень 1990 — стенографістка І категорії юридичного відділу, секретар-стенографістка Голови ВР УРСР, стенографістка І категорії, старший редактор-кодифікатор юридичного відділу апарату Президії ВР УРСР.
- серпень 1990 — липень 1992 — консультант ІІ категорії, провідний консультант Управління законодавства про державне і соціальне будівництво Міністерства юстиції України.
- липень 1992 — березень 1997 — старший консультант Юридичної служби Президента України, головний консультант Юридичного управління Президента України і Кабінету Міністрів України, завідувач відділу експертизи законів та підготовки законопроєктів Юридичного управління Адміністрації Президента України.
- березень — серпень 1997 — заступник керівника, перший заступник керівника Державно-правового управління, серпень 1997 — березень 2000 — перший заступник керівника Головного державно-правового управління, березень 2000 — липень 2001 — керівник юридичного управління Головного державно-правового управління, липень 2001 — лютий 2005 — заступник керівника Головного державно-правового управління управління — керівник управління з соціально-економічного законодавства Адміністрації Президента України.
- лютий — листопад 2005 — керівник Головної державно-правової служби, листопад 2005 — червень 2010 — керівник Головної державно-правової служби Секретаріату Президента України.

## Нагороди
За особистий внесок у державне будівництво, самовіддану працю та високу професійну майстерність, відзначена:
- орденом княгині Ольги I ступеня (червень 2015)[1].
- орденом княгині Ольги II ступеня (січень 2007)[2].
- орденом княгині Ольги III ступеня (березень 1999)[3].
- почесним званням Заслужений юрист України (червень 2003)[4].

## Джерело
- Біографія Ж.Г.Докторової на Інтернет-представництві Президента України
- Інформація про Ж.Г.Докторову на інформаційному порталі «Слуга Народу» [Архівовано 11 листопада 2019 у Wayback Machine.]